# 家春秋 (1982年電視劇)
《家春秋》（英語：The Ba Jin's Trilogy），是香港麗的電視製作的劇集，由梁天監製並於1982年9月13日首播，共26集，這是麗的電視在該年9月27日易名為亞洲電視前最後一部首播的電視劇集。本劇是根據巴金小說《激流三部曲》（《家》、《春》、《秋》）改編，講述民初高家三兄弟因著新舊家族觀念的不同，而跟長輩產生愛情和婚姻問題上的種種衝突，最終也因這些衝突而讓家族陷入崩潰邊緣。
本劇是麗的電視繼1971及1974年後第三次根據上述原著而拍攝的戲劇，原本是由競爭對手無綫電視監製王天林向公司提出要開拍，不過遭公司拒絕。及後遠東發展集團創辦人邱德根入主麗的電視，因著邱德根本人喜愛上述原著，便接手推動本劇拍攝工作。麗的又安排伍衛國、劉志榮及林國雄飾演高家三兄弟，及邀得部分曾在1953至54年《家》、《春》、《秋》電影及1974年版電視劇演出的演員，回來再次擔任配角。
本劇被安排於9月13日至10月22日在麗的一台播出，而無綫為應對本劇帶來的衝擊，於9月20日起在《歡樂今宵》時段增加短劇及一些過往受歡迎環節。本劇在播出時未如外界如期般取得明顯優勢，播畢後最終平均收視有約三成，但無論是高層抑或是邱德根本人，都對此成績感到很滿意。另外，本劇收獲來自《華僑日報》和吳楚帆、李晨風等人的正面評價，不過同時遭王天林質疑麗的開拍本劇是吃力不討好。

## 劇情簡介
本劇之時代背景設於五四運動之後的成都。高家是當地的望族，他們自稱書香世家，家族成員甚多。這個家族由高老太爺（盧敦飾）牽頭，還有其姨太以及膝下五個兒子之媳婦，除了高老太爺的三子繼承父業外，其餘的不是早死，便是游手好閒，無意遵從父訓。在芸芸孫輩當中，有來自長房的三兄弟，分別是高覺新（伍衛國飾）、高覺民（劉志榮飾）及高覺慧（林國雄飾），品性各異，雖然皆受到西方新思潮影響，但畢竟來自封建家庭，少不免遭到長輩壓力，在事業及愛情上受到制肘。
其中覺新作為長子，受到的壓力最大，更屈服於家庭的種種要求。本來他欲出國留學，但不幸因要參與振興家業，夢想破碎。他年輕時認識錢梅芬（蔡瓊輝飾）並且相愛，後來受到高老太爺的妾二太影響，二人未能結合，反而受當地鄉紳馮樂山（吳回飾）擺佈，覺新另娶了另一望族千金李瑞珏（李影飾）。這場婚姻突變，對他來說是一個沉重打擊，因而意志消沉，心灰意冷。後來梅芬另嫁別人後不久，丈夫在戰火中去世，成為寡婦的梅芬，只能眼望覺新、瑞珏二人恩愛，而覺新也愛莫能助，更添憂愁，直到梅芬患病，在悲傷中去世。相對而言，覺民沒有背負家庭包袱，思想開明之餘又擅於應對長輩，他跟又稱「琴表妹」的張蘊華（陳彩雲飾）有深厚感情，而對方跟他一樣思想開明，志同道合。雖然他途中遇到馮樂山阻撓，且安排其表外姪孫女嫁給他，但立場始終強硬，而且對另一邊的覺新處事軟弱之態度不以為然，後來也不想繼續任由擺佈。至於覺慧性格偏激，常參與學生運動，又對家中的丫環鳴鳳（陳秀雯飾）相戀，不過馮樂山又從中作梗，以喜歡鳴鳳為由要求高老太爺將鳴鳳嫁給他，高老太爺答允，鳴鳳就這樣成為馮樂山的未婚妾侍，鳴鳳見階級懸殊，不敢告訴覺慧，在出嫁前一天投湖自盡。本身討厭舊禮教的覺慧，見滿口仁義道德的馮樂山所作所為，更為不齒，又對家族守舊態度失去盼望，於是隻身到上海發展。
後來高老太爺受四子、五子敗壞家聲，及各房為自己利益搬弄是非所影響，積怒成疾，在覺民趕來見面後一命嗚呼。正當高老太爺死去而家族成員展開爭產之亂，覺新元配瑞珏卻在這時候懷孕待產，很不幸地被家中長輩視為不祥徵兆，而被長輩趕出家門，最後在孤立無援下在柴房難產而死，遺下唯一兒子高海臣（陳俊成飾）。而高海臣在兒時跌入湖中，覺新順從長輩意願不找西醫，結果因腦膜炎而離世，令他更加消沉。此時周伯濤（良鳴飾）的女兒周蕙（張美璉飾），見覺新的性格相似而惺惺相惜，本來她想追求覺新並願意共諧連理，但只獲得覺新淡淡回應，周蕙被迫另嫁不愛的人，覺新依然不為所動，她終日哭哭啼啼直到病死。另一方面，高家四子、五子繼續在外嫖妓，揮霍無度，各房又上演一幕幕明爭暗鬥之節目，令到覺民意識到呆在這裡無可留戀，於是萌生去意。而高淑英（葉玉萍飾）、高淑華（文雪兒飾），都本來是舊禮教和盲婚啞嫁下的犧牲品，但透過覺民的努力，她們皆得以脫離長輩的掣肘，另找地方展開新生活，可是自小被纏足的高淑貞（冼金華飾）就沒有那麼幸運，缺乏自信的她受不了長輩的出氣，最後投井自盡。
覺新後來飽受長輩的欺負，既聽從又只能啞忍，這個時候婢女翠環（馬敏兒飾）出現，為他帶來一點希望。翠環十分了解對方，而且經常予以陪伴及支持，叫他不要再成為長輩們的出氣包，她的關懷成功融化覺新冷漠的心靈。只是，翠環又是被不愛的五爺看中而迫婚。經過一連串波折，本已心灰意冷，一味順從長輩安排的覺新，為了保住翠環不被五爺強佔，於是決定起而反抗，令到高家走上分家一途。最終，覺民也與摯愛的蘊華共結連理，覺新也娶了翠環並重獲理想生活。

## 主要人物
本劇共有八位主要人物：
| 演員   | 角色   | 關係                                                               |
| ------ | ------ | ------------------------------------------------------------------ |
| 伍衛國 | 高覺新 | 高家長孫、先後為李瑞珏及翠環之丈夫，另外曾跟錢梅芬及周蕙相戀。     |
| 劉志榮 | 高覺民 | 高家次孫、張蘊華（琴表妹）之丈夫，最終兩人成親及到上海發展。       |
| 林國雄 | 高覺慧 | 高家三孫，跟鳴鳳相戀直至其自殺，最終到上海發展。                   |
| 李影   | 李瑞珏 | 高覺新之元配，最終難產而死。後由翠環成為高覺新之繼室。             |
| 蔡琼輝 | 錢梅芬 | 高覺新之表妹，曾跟對方相戀，但被迫另嫁別人，最終患病離世。         |
| 陳秀雯 | 鳴鳳   | 高家丫環，曾跟高覺慧相戀，不過最終被迫嫁給馮樂山，並在出嫁前自盡。 |
| 葉玉萍 | 高淑華 | 高家二孫女，活潑好動，後來抗婚而出走。                             |
| 文雪兒 | 高淑英 | 高家三房高克明之女，後來抗婚而到上海投靠高覺慧。                   |

| 演員     | 角色       | 關係                                         |  |
| -------- | ---------- | -------------------------------------------- |  |
| 盧敦     | 高老太爺   |                                              |  |
| 馮真     | 陳姨太     |                                              |  |
| 司馬華龍 | 高克聰     | 大老爺, 因病去世                             |  |
| 黎萱     | 周氏       | 大少奶 高覺新高覺民高覺慧之細媽 高淑華之親母 |  |
| 陳俊成   | 高海臣     | 高覺新, 李瑞珏之子                           |  |
| 徐意     | 黃媽       | 高家侍女                                     |  |
| 黎秀英   | 錢嫂       |                                              |  |
| 關煥婷   | 綺霞       |                                              |  |
| 吳桐     | 高克明     | 三老爺                                       |  |
| 鄭文霞   | 張氏       | 三少奶                                       |  |
| 汪偉     | 高覺英     | 三老爺之子 高淑英之弟                        |  |
| 馬敏兒   | 翠環       | 高家三房侍女                                 |  |
| 伍永森   | 高克安     | 四老爺                                       |  |
| 丁茵     | 王氏       | 四少奶                                       |  |
| 盧偉明   | 高覺群     | 四老爺之子                                   |  |
| 陳寶祥   | 高覺世     | 四老爺之子                                   |  |
| 梁淑蘭   | 倩兒       | 高家侍女                                     |  |
| 馮瑞珍   | 楊嫂       | 高家侍女                                     |  |
| 袁愛珍   | 婉兒       | 高家四房侍女                                 |  |
| 江濤     | 高克定     | 五老爺                                       |  |
| 邵音音   | 沈淑玉     | 五少奶                                       |  |
| 冼金華   | 高淑貞     | 五老爺之女                                   |  |
| 王又平   | 喜兒       | 高家五房侍女, 出嫁農家人                     |  |
| 楊雅潔   | 秋菊       | 高家五房侍女                                 |  |
| 許英秀   | 袁成(成伯) | 高家僕人                                     |  |
| 陳植槐   | 高昇       |                                              |  |
| 蕭山仁   | 高忠       | 高家僕人                                     |  |
| 唐若菁   | 周老太     |                                              |  |
| 良鳴     | 周伯濤     |                                              |  |
| 張美璉   | 周蕙       | 周伯濤之女                                   |  |
| 王書麒   | 周枚       |                                              |  |
| 許淑孄   | 陳氏       |                                              |  |
| 吳鳳華   | 馮文英     |                                              |  |
| 阮令濤   | 陳克家     |                                              |  |
| 孫季卿   | 周桂       |                                              |  |
| 莎鳳     | 錢姨媽     | 周氏之姊 錢梅芬之母                          |  |
| 周美玲   | 小翠       | 錢家侍女                                     |  |
| 許堅信   | 張昇       | 錢家僕人                                     |  |
| 王思     | 許媽       |                                              |  |
| 李月清   | 張老太     | 高老太爺之女 高克聰之妹                      |  |
| 陳彩雲   | 張蘊華     | 張老太之女 高老太爺之外孫女                  |  |
| 梁舜燕   | 瑞珏母     | 李瑞珏之母                                   |  |
| 李亨     | 大夫       | 替高克聰看病                                 |  |
|          | 黃經理     | 高覺新工作商行經理                           |  |
| 劉少君   | 鄭國光     |                                              |  |
| 甘露     | 鄭母       |                                              |  |
| 吳回     | 馮樂山     |                                              |  |
| 曾偉權   | 陳劍雲     |                                              |  |
| 黃植森   | 督軍       |                                              |  |
| 楊少甜   | 副官       |                                              |  |
| 劉一帆   | 楊長官     |                                              |  |
| 金山     | 副官       |                                              |  |
| 黃雪梅   | 禮拜一     |                                              |  |

## 製作

### 背景

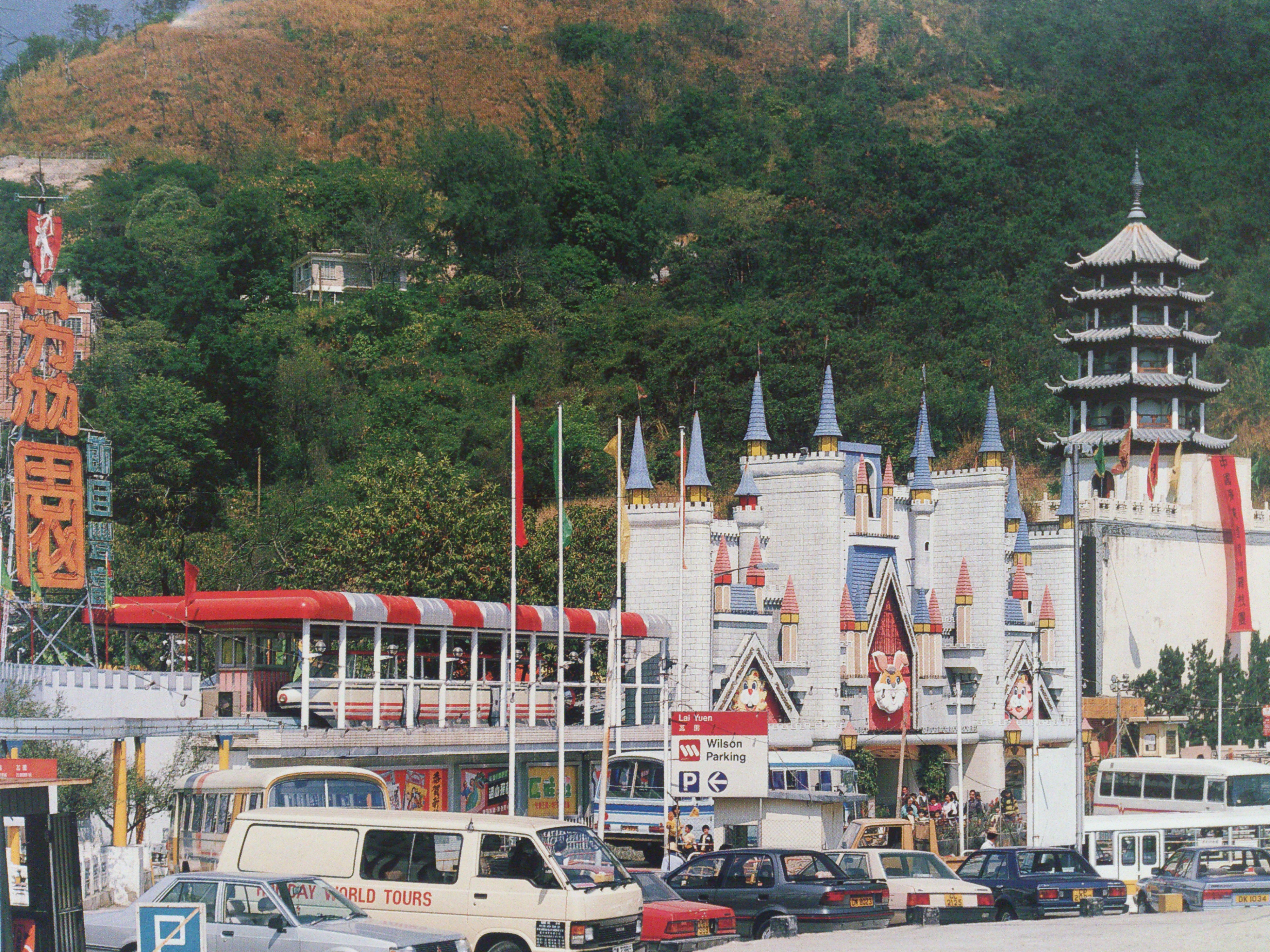
荔園及宋城是本劇外景拍攝場地之一，當時亦是麗的新任老闆邱德根旗下主要娛樂事業

本劇是麗的電視第三次拍攝《家春秋》戲劇，第一次是於1971年，第二次是1974年的半小時劇集，根據麗的在《大公報》等報章上刊登的節目廣告及當年報章電視節目表，該戲劇在3月18日起至4月26日，逢周一至五晚上7:55至8:30之「755劇場」時段內播出。領銜主演者包括張瑛、南紅、江雪、江圖（當時藝名「江濤」）、劉志榮、劉松仁等，其中江圖和劉志榮有參與八年後的第三次同名劇集演出。
在麗的第三次拍攝本劇前一年，即1981年11月，正在無綫電視效力，剛拍完《女黑俠木蘭花》的監製王天林向公司提出要開拍《家春秋》，並計劃在向巴金洽購版權後，邀請1976年的《書劍恩仇錄》班底如汪明荃、黃淑儀和李司棋參與演出。他又表明如果能夠順利開拍，將會暫時不拍武俠劇，專注完成此劇工作。其後同樣在《書劍恩仇錄》演出過的鄭少秋，也向傳媒表示想參與此劇，又認為以自己年齡是適合飾演主角「高覺新」。不過當時任職無綫戲劇製作經理的填詞人鄧偉雄，卻在12月表示此類由著名小說改編的作品，無論在人物和故事上都容易引起爭議，尤其是當年由王天林自己監製的《楊門女將》在播出後，引發偏離史實等爭議，所以鄧偉雄對王天林之建議獲接納的機會不大。而無綫本身亦認為上述家喻戶曉的故事不易討好觀眾，對王天林的計劃不感興趣。隨著王天林開始籌劃《星塵》拍攝工作，無綫版本《家春秋》就這樣胎死腹中。
麗的要再次拍攝《家春秋》，乃由剛成為麗的董事局主席的邱德根一人促成。邱德根在1982年6月14日宣佈購入麗的電視一半股權，並在7月2日入主成為董事局主席，又計劃全面改革麗的並將電視台易名。他在一次傳媒訪問中透露，電視節目不求以嘩眾取寵方式追求高收視，反而要著重社會教化功能，希望麗的在自己入主之後能夠製作更多富教育意義之節目，以達改善社會風氣之效。邱德根本人喜歡《家春秋》故事，他上場之後也隨即開始推動本劇拍攝前期工作，他亦藉此機會將《家春秋》推廣予當時的年輕觀眾，冀望寓教於樂，因為他認為年輕人不太認識這部著作。另一方面，由於無綫《家春秋》的擱置，加上外界認為麗的只擅長製作武俠劇，因此麗的人棄我取，想藉此證明拍文藝劇都有水準。麗的於是在8月12日宣佈開拍本劇，並交由梁天監製，邱德根同時下令他盡力拍好此劇以拍出原著精神。

### 選角
麗的標榜「精英盡出、全台動員、傾力攝製」，並視本劇是一場「藝員大檢閱」，又欲向外界展示麗的人才依然鼎盛。麗的在8月12日宣佈開拍本劇之後，當日參與試鏡的包括陳秀雯、劉志榮、伍衛國、盧敦、林國雄等約廿人。剛上任麗的製作經理的張之珏，也曾計劃讓余安安、劉松仁及朱江等三人成為主角，可是因三人先後離開麗的而作罷。至於麗的首席小生萬梓良本來想在《烽火情仇》拍完後隨即客串本劇，但因《烽》劇拍攝進度受阻而放棄，而他在拍完《烽》劇後也轉投無綫電視。
伍衛國獲飾演劇中主角「高覺新」，自言演出本劇是一次新嘗試，因為跟過往他演出的憂鬱角色不同，這角色的表現會較為圓滑和寬容。他演出前每日熟讀巴金的原著小說，為的是揣摩原著和電視版「高覺新」的異同，以及讓個人演出更為深刻，不過由於不想受到演過「高覺新」的吳楚帆影響，他沒有觀看五十年代版的《家》、《春》、《秋》。劉志榮則是繼1974年後第二次參與同名劇集演出，並飾演「高覺民」，他認為監製梁天意識到自己平時習慣穿西裝和喜歡穿民初裝，所以安排他在民初劇擔當重要角色，亦覺得梁天能夠發現自己能在民初劇發揮自如。
另外，林國雄和陳秀雯繼《驟雨中的陽光》之後，在劇中再次飾演情侶，而二人於1983年結婚直到2011年離婚。林國雄飾演「高覺慧」，他覺得當初要再演「情侶檔」是有些尷尬，但後來漸漸習慣甚至麻木，他希望是次安排是最後一次，因為觀眾會看膩。在本劇中飾演「鳴鳳」的陳秀雯，是她首次嘗試演出民初劇，而且亦是首次被安排在劇中死去，她自言能有機會「初嘗死味」，卻「死得很慘」。
本劇邀得部分曾在1953至54年粵語長片三部曲《家》、《春》、《秋》及1974年版《家春秋》演出的演員回來再次擔任配角，其中除上述的劉志榮外，盧敦及李月清均在1953年演出並在本劇分別飾演封建守舊的老一輩，而盧敦所演的「高老太爺」更跟粵語片時的一樣。盧敦坦言自己是戲劇發燒友，除了上述粵語片外，他在年輕時代赴中國大陸演出時也經常出演《家春秋》話劇，而且參演至少12次，所以自認在演出本劇已經知道應該演出和表達甚麼，從而達到完美發揮。至於吳回是上述粵語片的其中一位編劇，他在是次電視劇則獲演出反派「馮樂山」，他對此甚為興趣之餘，又自言當年當編劇時對此角色有深刻了解，所以演出時自然揮灑自如。
另一方面，在當年仍為麗的首席花旦的馬敏兒，在本劇中演出婢女角色「翠環」，不單戲份較少，而且在首15集近乎沒有台詞。當時監製梁天不滿她用華麗裝扮來飾演本身衣著樸素的婢女，同時經常走錯位置及在重要場景中無故失蹤。而她曾向傳媒駁斥及指責麗的安排，更揚言即使是換了臨時演員來演出此角色也可勝任，故此坦言在開拍之初曾考慮辭演，但經公司董事邱達成（邱德根兒子之一）介入下才勉強演下去。

### 拍攝

跨媒體製作人鄭丹瑞當時是本劇的編劇及編審

本劇由麗的以邊拍邊播模式進行整個製作，除了由梁天監製外，根據本劇片尾演員及製作人名單，還有張之珏擔任劇集策劃，時任麗的創作部門主管海滴為本劇創作主任，編劇包括鄭丹瑞等六人並安排他作劇本審閱，至於編導包括後來亞視及無綫兩台著名監製楊錦泉、李愛瓊、張乾文等人。本劇原為30集半小時節目，在拍攝前經邱德根的要求下，改為22集一小時節目，後來獲延長為26集。1982年8月24日，本劇劇組在邱德根旗下的荔園宋城「錦秋殿」舉行開鏡儀式，邱德根本人及時任麗的副總經理鍾景輝也到場支持。到9月12日即劇集首播前夕，麗的還舉行試映會，邱德根及鍾景輝同樣現身，當時劇組已經有六集存貨。
本劇以廠景為主，主要在九龍塘廣播道麗的總台內廠房錄影，部分場景則在荔園、宋城範圍內完成，其中在節目間場出現的家族大合照就是在「錦秋殿」外所拍的。另外亦有外景是在元朗區青山公路近錦綉花園現址，現已關閉的泰園漁村進行拍攝。在拍攝期間，劇組為力求完美，曾經有意讓原著作者巴金擔任本劇顧問，還計劃派人親赴中國大陸的巴金寓所邀請他來港，或者作一個詳細訪問，惟因巴金健康問題緣故，此計劃無疾而終。另一方面，邱德根為支持本劇拍攝及增潤佈景，曾經提議借出自己古玩來充當廠景道具，不過梁天卻以古玩價值不菲為理由而婉拒。本劇原擬在10月前拍完，但為遷就劇中童星演員王書麒（飾演「周枚」，時年16歲並就讀中五）上學時間，結果要到10月5日才殺青，當時劇集播放已踏入第四週。

### 音樂
本劇同名主題曲家春秋（歌詞首句「問浮沉誰做主」）由時任商業一台節目副主任（節目策劃），本身是唱片騎師的湯正川主唱，是第一至九集片頭曲。湯正川本人之前獲麗的邀請演出電視劇，但他認為自己並非精通演戲而拒絕，而他灌錄此主題曲後亦覺得此曲腔調太慢，粵劇味道極濃，認為觀眾未必能夠接受，不過他沒有阻止麗的播放此曲。到第十集起，本身是片尾曲，並同樣由湯正川主唱的無名歌曲（即後來的家春秋主題曲之二，歌詞首句「何苦心生怨恨」）與前者對調，成為片頭曲，片頭亦隨之更改。其後湯正川在翌年重新演唱節奏較快的家春秋，並收錄於當年推出的《娛樂群英會第三輯》專輯，由娛樂唱片發行，到2019年交由星娛樂發行專輯復刻版。
| 曲序 | 曲目                                                     |        | 作曲   | 演唱者 |
| ---- | -------------------------------------------------------- | ------ | ------ | ------ |
| 1.   | 家春秋（第一至九集片頭曲、第十至廿六集片尾曲）           | 盧國沾 | 粦     | 湯正川 |
| 2.   | 家春秋主題曲之二（第一至九集片尾曲、第十至廿六集片頭曲） | 盧國沾 | 奧金寶 | 湯正川 |

## 播映
本劇被安排於1982年9月13日起，逢星期一至五香港時間晚上九時半在麗的一台播出，9月22日、29日及10月13日、20日除外（皆改播周三夜馬）；該台另一劇集《烽火情仇》則繼續在晚上七時播出，形成黃金時段雙線劇集發展。而同一時間，其競爭對手無綫電視則播放五分鐘的《九點半新聞報導》及緊接播映的《歡樂今宵》。到9月27日即第十集起，麗的正式易名為亞洲電視，麗的一台易名為亞視中文台，本劇改以亞視名義繼續播出，片尾則換上亞視金錢台徽，但相關節目安排不變，直到10月22日播完最後一集，並由《再見狂牛》10月25日起接檔。
無綫為應對本劇帶來的衝擊，除了表示不敢輕敵，亦將《歡樂今宵》等節目進行調動以作抗衡，並在9月20日起增加「今日香港今日事」等社會性環節，又將「星星星」、「之唔係超級市場」等過往受歡迎環節回歸螢幕，以及該在時段中推出梁家樹監製短劇《七彩如來神掌》。無綫也安排同樣是民初劇的《郎歸晚》在黃金時段約晚間七時播放。時任無綫總經理陳慶祥強調，此舉按照過往計劃行事，無意針對麗的並構成惡性競爭，反而能改善節目質素。
本劇其後獲亞視多次重播，2015年10月12日至24日在數碼頻道歲月留聲每日早、午、晚及凌晨滾動式播放，每次播映兩集，片尾被替換為亞視「a」字台徽。最後在本港台重播的一次，則在2016年3月8日至23日深夜時段播出，也是每次播映兩集，當時距離亞視免費電視牌照期滿只剩下不足一個月。重組後的亞洲電視數碼媒體，則在2018年OTT平台啟用後將整套劇集上載至付費區，供付費會員觀賞。2025年5月，亞視將此劇上載至旗下YouTube頻道，仍為2015年重播版本。

## 迴響

### 評價
本劇是麗的易名為亞洲電視前最後節目改革的其中一部「重頭戲」，並受到台前幕後以至無綫電視之重視。《華僑日報》專欄作者「七怡」表示，以整套劇來說拍得緊湊而有戲味，麗的在故事編排上都很細膩，每人都有機會在劇中發揮，還特別稱讚丁茵的勢利嘴臉，和邵音音將舊式女子性格發揮得很有分寸。曾在粵語片《家》、《春》、《秋》中飾演「高覺新」的吳楚帆，佩服麗的能夠開拍本劇，又認為本劇能夠為當時年輕一代認識舊時中國封建社會；而該電影導演之一李晨風，表示本劇處理手法和節奏比自己拍的更優勝，佈景設計予人清新感覺，亦有部分片段拍到原著神髓。可是曾計劃開拍本劇的王天林得悉麗的接手開拍後，卻表示本劇重要人物眾多，還要濃縮成廿、卅集劇集來交代，實為殊不容易，質疑麗的開拍本劇是吃力不討好。另外，張之珏引述部分觀眾所講，劇情節奏太慢、拖泥帶水及不合時宜，但他對此並不認同。

### 收視
本劇在播出初期觀眾反應不俗，據邱達成表示本劇初期有兩成多收視，可是由於與《七彩如來神掌》直接對撼之關係，故此未如外界如期般取得明顯優勢。據無綫自行公佈的9月27日至10月3日（即本劇播出第十至第十三集期間）AGB收視報告，與本劇同時間播放的《歡樂今宵》（包含《七彩如來神掌》）收視率約在84%，換言之本劇在兩台競爭下只得16%收視。這個結果公佈不久就遭到張之珏否認。易名後的亞視其後公佈最終平均收視有約三成，但時任助理總經理高德基對此表示，此成績較之前的劇集已有顯著提升，算是踏上成功的第一步。梁天則承認本劇收視曾有下降，但不認為是後勁不繼，因為本劇播出後兩星期已經將收視率保持著。而一力主張開拍本劇的邱德根，縱使覺得無綫上述節目調動是「小氣」之舉，卻同時仍對本劇收視表現感到很滿意。

## 外部連結
- 亞洲電視數碼媒體官方網站